# Végaszó
Végaszó (1899-ig Kolbaszó, szlovákul: Kolbasov, ukránul: Kolbaszov) község Szlovákiában, az Eperjesi kerület Szinnai járásában.

## Fekvése
Szinnától 24 km-re északkeletre, a Krajna vidéken fekszik.

## Története
A település a vlach jog alapján, soltész általi betelepítéssel keletkezett a 14. század második, vagy a 15. század első felében, a homonnai uradalom területén. 1548-ban „Kolbazo” néven említik először, ekkor még a homonnai uradalom része. Kezdetben a faluban csak néhány szalmatetős házikó állt, mintegy 30 lakossal. 1600-ban 10 ház állt a településen. A 17. századtól a sztropkói uradalomhoz tartozott. 1715-ben 13, 1720-ban 6 adózó háztartása volt.
A 18. század végén Vályi András így ír róla: „KOLBÁSZO. Orosz falu Zemplén Várm. földes Ura a’ Religyiói Kintstár, az előtt a’ Terebesi Paulinus Atyáknak birtokok vala, lakosai ó hitűek, fekszik Alsó Priszlophoz 1, felső Ulicshoz is egy órányira, határja két nyomásbéli, leg inkább zabot, középszeűen árpát, kölest; tatárkát, és krompélyt terem, elegyes sovány, kavitsos a’ földgye, erdeje elég, piatza Homonnán, és Ungváron.”
Később a tőketerebesi pálos kolostor faluja, akik 1830-ban átadták az eperjesi görögkatolikus püspökségnek. 1828-ban 40 házában 300 lakosa élt. A faluban egykor vízimalom és fűrésztelep működött. Lakói főként erdei munkások és idénymunkások voltak.
Fényes Elek 1851-ben kiadott geográfiai szótárában így ír a faluról: „Kolbaszó, orosz f. Szinna fil. 3 romai, 297 g. kath., 18 zsidó lak., 191 h. szántófölddel. F. U. az eperjesi püspök, ”
Borovszky Samu monográfiasorozatának Zemplén vármegyét tárgyaló része szerint: „Véraszó, azelőtt Kolbaszó, ruthén kisközség 55 házzal és 328 gör. kath. vallású lakossal. Postája, távírója és vasúti állomása Nagyberezna. Előbb a homonnai, majd a sztropkói uradalomhoz tartozott. Azután a terebesi pálosok birtoka lett, később a vallásalapé s végre az eperjesi káptalané, mely itt most is birtokos. Gör. kath. temploma 1880-ban épült.”
1920 előtt Zemplén vármegye Szinnai járásához tartozott, majd az újonnan létrehozott csehszlovák államhoz csatolták. 1939 és 1945 között ismét Magyarország része.
A falut 1944. október 26-án foglalta el a szovjet hadsereg. 1945. december 6-án banditák 11 zsidó lakost végeztek ki a faluban.

## Népessége
| Év:            | 1994. | 2004.    | 2014.    | 2024.    |
| -------------- | ----- | -------- | -------- | -------- |
| Emberek száma: | 179   | 117      | 85       | 61       |
| Eltérés:       |       | -34,63 % | -27,35 % | -28,23 % |

| Év:            | 2023. | 2024.   |
| -------------- | ----- | ------- |
| Emberek száma: | 62    | 61      |
| Eltérés:       |       | -1,61 % |

1910-ben 372, többségben ruszin anyanyelvű lakosa volt, jelentős német kisebbséggel.
2001-ben 130 lakosából 110 szlovák, 10 ruszin volt.
2011-ben 90 lakosából 56 szlovák és 33 ruszin volt.

## Nevezetességei
- A Szentháromság tiszteletére szentelt görögkatolikus temploma 1880-ban épült.
- Zsidó temető.
- Első világháborús hősi temető.
- Az 1945. december 6-án meggyilkolt 11 zsidó lakos emléktáblája.